# Серпень: Графство Осейдж (фільм)
«Серпень: Графство Осейдж» (англ. August: Osage County) — американська драма режисера Джона Веллса, що вийшла 2013 року. У головних ролях Меріл Стріп, Джулія Робертс, Юен Мак-Грегор. Стрічка створена на основі однойменної п'єси Трейсі Леттса (був також сценаристом фільму).
Продюсерами були Джордж Клуні, Грант Геслов та інші. Вперше фільм продемонстрували 9 вересня 2013 року в Канаді на Міжнародному кінофестивалі в Торонто.
В Україні прем'єра фільму відбулася 30 січня 2014 року.

## Сюжет
Після того, як Беверлі Вестон, поет-алкоголік, пропадає безвісти, вся велика сім'я збирається в будинку в Оклахомі, де вони виросли.
Зниклий глава сімейства Вестон стає приводом для повернення до батьківського будинку трьох дочок. Усі три дівчини вже давно не діти і в кожної з них своє життя, свої проблеми, у яких їм доведеться розібратися всім своїм сімейством, разом з матір'ю і своїми хлопцями, чоловіками. Як виявилося, чоловік помер і тепер дочкам треба буде заспокоїти свою матір, яка славиться своїм сварливим характером. Смуток за людиною, яка пішла, і ностальгія оголить старі рани й дасть їм привід задуматися над своїм життям.

## У ролях
| Актор               | Персонаж                                              | Роль                                |
| ------------------- | ----------------------------------------------------- | ----------------------------------- |
| Сем Шепард          | Беверлі Вестон англ. Beverly Weston                   | голова сім'ї                        |
| Меріл Стріп         | Віолета Вестон англ. Violet Weston                    | дружина Беверлі                     |
| Джулія Робертс      | Барбара Вестон-Фордгем англ. Barbara Weston-Fordham   | найстарша донька Віолети та Беверлі |
| Юен Мак-Грегор      | Білл Фордгем англ. Bill Fordham                       | чоловік Барбари                     |
| Ебігейл Бреслін     | Джін Фордгем англ. Jean Fordham                       | донька Барбари і Білла              |
| Джуліанна Ніколсон  | Айві Вестон англ. Ivy Weston                          | середня донька Віолети та Беверлі   |
| Джульєтт Льюїс      | Карен Вестон англ. Karen Weston                       | молодша донька Віолети та Беверлі   |
| Дермот Малруні      | Стів Гайдербрект англ. Steve Huberbrecht              | наречений Карен                     |
| Марго Мартіндейл    | Метті Фі Ейкен англ. Mattie Fae Aiken                 | молодша сестра Віолети              |
| Кріс Купер          | Чарльз Ейкен англ. Charles Aiken                      | чоловік Метті                       |
| Бенедикт Камбербетч | «Маленький Чарльз» Ейкен англ. "Little Charles" Aiken | син Метті і Чарльза                 |

## Сприйняття

### Критика
Фільм отримав позитивні відгуки: Rotten Tomatoes дав оцінку 65 % на основі 142 відгуків від критиків (середня оцінка 6,4/10) і 73 % від глядачів із середньою оцінкою 3,7/5 (19,019 голосів). Загалом на сайті фільми має позитивний рейтинг, фільму зарахований «стиглий помідор» від кінокритиків і «попкорн» від глядачів, Internet Movie Database — 7,4/10 (8 354 голоси), Metacritic — 58/100 (44 відгуки критиків) і 7,2/10 від глядачів (52 голоси). Загалом на цьому ресурсі від критиків фільм отримав змішані відгуки, а від глядачів — позитивні.

### Касові збори
Під час показу у США протягом першого (вузького, з 27 грудня 2013 року) тижня фільм показали у 5 кінотеатрах і він зібрав 179,302 $, що на той час дало змогу йому зайняти 31 місце серед усіх прем'єр. Наступного (широкого, з 10 січня 2014 року) тижня фільм показали в 905 кінотеатрах і він зібрав 7,158,265 $ (7 місце). Станом на 20 січня 2014 року показ фільму триває 25 днів (3,6 тижня) і за цей час фільм зібрав у прокаті у США 19,482,000  доларів США (за іншими даними 18,181,270 $), а у решті країн 6,373,532 $ (за іншими даними 5,500,000 $), тобто загалом 25,855,532 $ (за іншими даними 23,681,270 $) при бюджеті 25 млн $.

### Нагороди і номінації[11]
| Рік  | Нагорода                                           | Категорія                                      | Номінант       | Результат |
| ---- | -------------------------------------------------- | ---------------------------------------------- | -------------- | --------- |
| 2014 | 86-а церемонія вручення нагороди «Оскар»           | Найкраща жіноча роль                           | Меріл Стріп    | Номінація |
| 2014 | 86-а церемонія вручення нагороди «Оскар»           | Найкраща жіноча роль другого плану             | Джулія Робертс | Номінація |
| 2014 | 71-ша церемонія вручення нагороди «Золотий глобус» | Найкраща жіноча роль — драма                   | Меріл Стріп    | Номінація |
| 2014 | 71-ша церемонія вручення нагороди «Золотий глобус» | Найкраща жіноча роль другого плану — кінофільм | Джулія Робертс | Номінація |
| 2014 | Премія БАФТА у кіно                                | Найкраща жіноча роль другого плану             | Джулія Робертс | Номінація |
| 2014 | Міжнародний кінофестиваль у Палм Спрінгс           | Spotlight Award                                | Джулія Робертс | Перемога  |

### Виноски
1. ↑  Freebase Data Dumps — Google.
2. 1 2  August: Osage County: Release Info (англ.). Internet Movie Database. Процитовано 21 січня 2014.
3. 1 2  Серпень: Графство Осейдж. Kino-teatr.ua. Процитовано 21 січня 2014.
4. 1 2  August: Osage County (англ.). Internet Movie Database. Процитовано 21 січня 2014.
5. 1 2  August: Osage County (англ.). Box Office Mojo. Процитовано 21 січня 2014.
6. 1 2 3 4  August: Osage County (англ.). The Numbers. Процитовано 21 січня 2014.
7. ↑  August: Osage County (англ.). Allmovie. Процитовано 21 січня 2014.
8. 1 2  August: Osage County: Full Cast & Crew (англ.). Internet Movie Database. Процитовано 21 січня 2014.
9. ↑  August: Osage County (англ.). Rotten Tomatoes. Процитовано 21 січня 2014.
10. ↑  August: Osage County (англ.). Metacritic. Процитовано 21 січня 2014.
11. ↑  August: Osage County: Awards (англ.). Internet Movie Database. Процитовано 21 січня 2014.